# آنيا خانيك
أنيا خانيك (بالألمانية: Anja Jaenicke )‏ (و. 1963  م) هي ممثلة أفلام ألمانية، ولدت في برلين.

## وصلات خارجية
- آنيا خانيك على موقع IMDb (الإنجليزية)
- آنيا خانيك على موقع ألو سيني (الفرنسية)
- آنيا خانيك على موقع ديسكوغز (الإنجليزية)
- آنيا خانيك على موقع قاعدة بيانات الفيلم (الإنجليزية)
- آنيا خانيك على موقع كينوبويسك (الروسية)
- آنيا خانيك على موقع كينوبويسك (الروسية)

- آنيا خانيك في قاعدة بيانات الأفلام على الإنترنت